# Bandenwesen in Osttimor

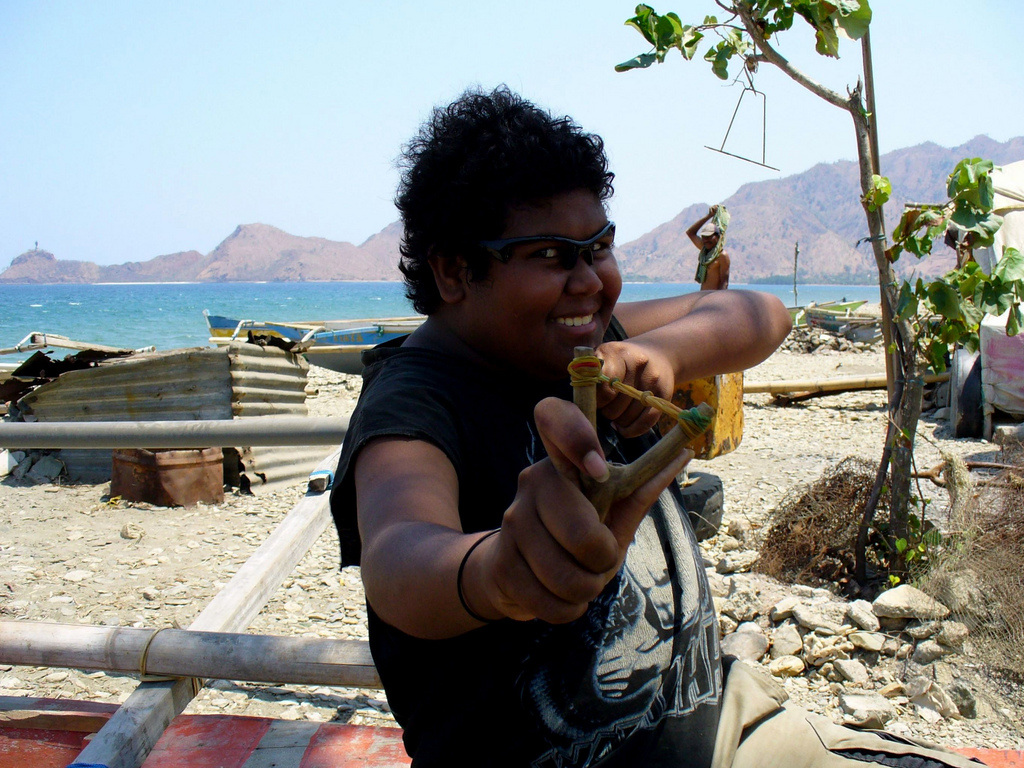
Jugendlicher mit Steinschleuder in Dili

In dem südostasiatischen Inselstaat Osttimor hat sich in den letzten Jahrzehnten ein vielfältiges und weit ausgedehntes Bandenwesen entwickelt, bei dem sich arbeitslose Jugendliche, enttäuschte Bauern, ehemalige Freiheitskämpfer und Mitglieder der früheren pro-indonesischen Milizen zu teils aggressiven Verbänden zusammengeschlossen haben. Auch aktive und ehemalige Mitglieder der Polizei (PNTL) und der Streitkräfte (F-FDTL)  finden sich hier. Einige dieser Gruppierungen bezeichnen sich als Martial-Arts-Vereine, andere haben quasi-religiöse Züge. Im Juli 2013 wurden die drei größten Martial-Art-Gruppen verboten, im März 2014 folgten zwei weitere Gruppen.

## Hintergründe

### Historische Hintergründe

Osttimor

Osttimor hat eine gewalttätige Vergangenheit hinter sich. Ursprünglich war die Insel Timor in eine Vielzahl kleiner und kleinster Reiche zersplittert, die von Liurais (Kleinkönigen) regiert wurden. Trotz eines komplexen Bündnissystems war der Konflikt zwischen den Reichen ein fester Bestandteil der Kultur, auch wenn die Kämpfe stark ritualisiert waren. Zwischen dem 16. und 19. Jahrhundert dehnten die Kolonialmächte Portugal und Niederlande ihren Machtbereich über die gesamte Insel aus. Aufstände (vor allem im 19. Jahrhundert) wurden von den Kolonialmächten gewaltsam niedergeschlagen. Im Zweiten Weltkrieg wurde die Insel von den Japanern besetzt. Es kam zu einem Guerillakrieg zwischen Alliierten und Japanern, der sogenannten Schlacht um Timor, bei der Timoresen auf beiden Seiten gegeneinander kämpften. Nach Ausrufung der Unabhängigkeit durch die linksgerichtete FRETILIN am 28. November 1974 begann Indonesien nur wenige Tage später das Land zu besetzen. Durch den daraus entstehenden Guerillakrieg und andere Folgen der Besatzung fanden 183.000 Menschen den Tod. 1999 bewegte die internationale Staatengemeinschaft Indonesien zur Durchführung eines Referendums, in dem die Einwohner Osttimors zwischen einer inneren Autonomie und einer völligen Unabhängigkeit von Indonesien wählen konnten. Die deutliche Mehrheit sprach sich am 30. August für die Unabhängigkeit aus, trotz Einschüchterungsversuchen pro-indonesischer Milizen, der sogenannten Wanra. Nach dem Referendum kam es, durch die Operation Donner der indonesischen Armee und den Wanra zu einer letzten Gewaltwelle, die nochmals 3000 Todesopfer forderte. Von den Vereinten Nationen wurde daraufhin eine internationale Eingreiftruppe (INTERFET) entsandt, die wieder für Ruhe und Ordnung sorgte. Osttimor kam unter UN-Verwaltung und erhielt 2002 endgültig seine Unabhängigkeit. 2006 kam es zu gewaltsamen Unruhen, worauf erneut eine internationale Stabilisierungstruppe (ISF) und eine UN-Polizeimission (UNMIT) entsandt wurden. 155.000 Menschen wurden vertrieben, 6000 Häuser zerstört, 37 Menschen starben. Ein Element der Unruhen waren die verschiedenen Banden. Es kam zu Straßenschlachten zwischen ihnen.

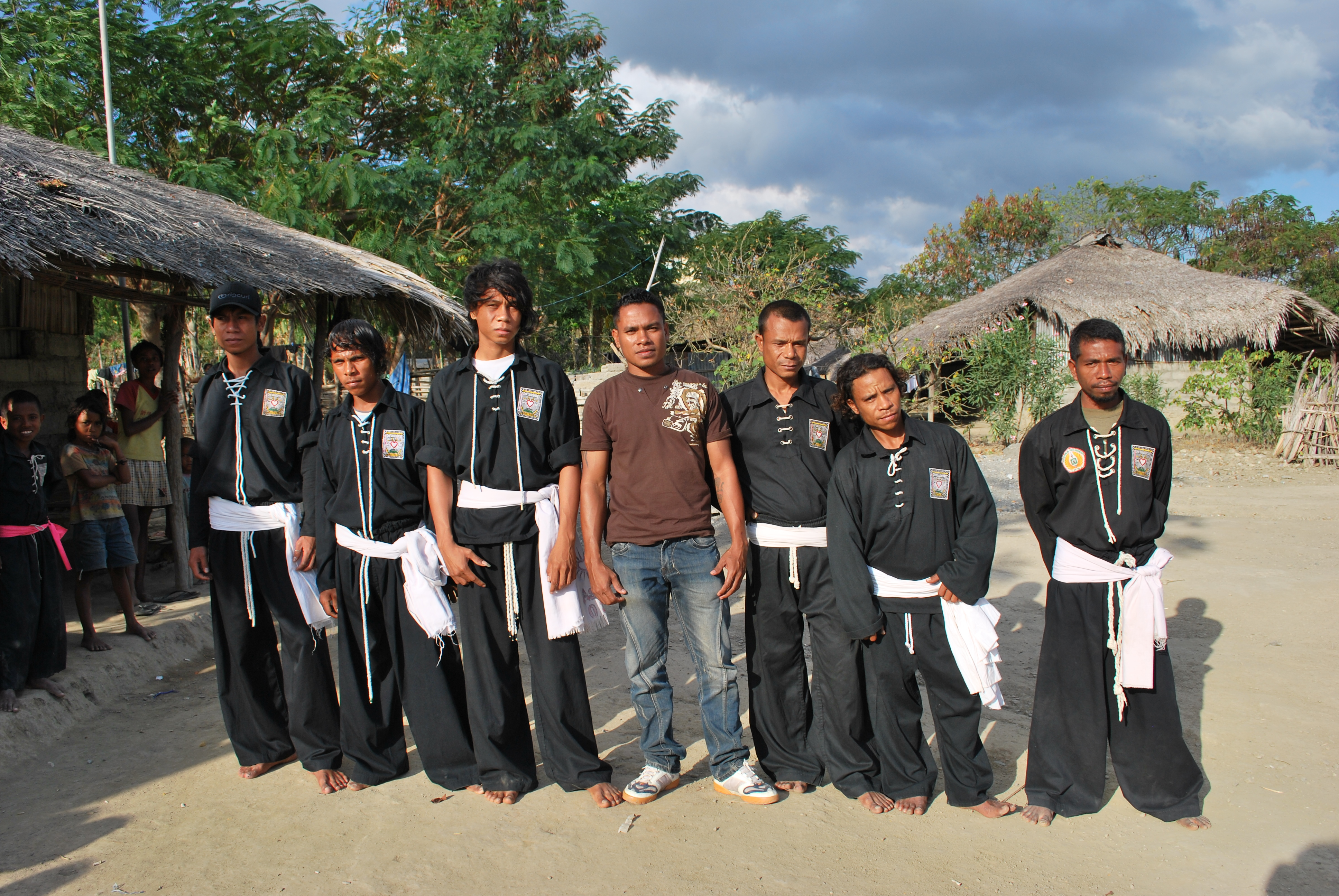
PSHT-Mitglieder in Laclo

Im November 2006 brachen Kämpfe zwischen den Gruppen Colimau 2000 und Persaudaraan Setia Hati Terate (PSHT) aus. Vom Distrikt Ermera aus breiteten sie sich bis Dili aus. Sieben Menschen starben. Die Hintergründe sind unklar, sollen aber in einem jahrhundertealten Konflikt zwischen einigen Dörfern liegen. Außerdem könnte es um die Kontrolle des Schmuggels über die Grenze nach Indonesien gegangen sein, speziell nah der Stadt Maliana. Gegen die PSHT bildete sich schnell eine breitere Allianz mehrerer Gruppen, zu denen auch Korka (KORK) und 7-7 gehörten. Als Grund wurde vorgeschoben, dass der PSHT von Indonesien aus finanziert wird, eher wahrscheinlich ist der Vorwurf, der PSHT habe in der Zeit davor zu aggressiv versucht, die Kontrolle über verschiedene Gebiete und dortige illegale Tätigkeiten zu erlangen. Die Kämpfe zwischen PSHT und 7-7 dauerten über das gesamte Jahr 2007 hinweg an. Zentren waren die östlichen Distrikte Baucau und Viqueque. Teil des Konflikts hier waren auch Landstreitigkeiten zwischen Einheimischen und Einwohnern, die durch die Indonesier während der Besatzungszeit hierher zwangsumgesiedelt wurden. Erst nach dem Attentat vom 11. Februar 2008 in Dili, bei dem Premierminister Ramos-Horta schwer verletzt und der Rebellenführer Alfredo Reinado umkam, schlossen PSHT und 7-7 im August 2008 einen offiziellen Friedensvertrag.
Am 15. August 2011 kam es zu Zusammenstößen zwischen den Kampfsportgruppen PSHT und Korka aus Tashilin und Galitaz (Distrikt Cova Lima), bei denen mehrere Häuser niedergebrannt wurden. Ein Polizist wurde dabei erstochen. Ende August 2011 starben in Baricafa (Distrikt Lautém) vier Menschen bei einem Zusammenstoß zwischen zwei Kampfsportgruppen. Infolgedessen ordnete Premierminister Xanana Gusmão die Schließung der Kampfsportvereine an. Nachdem es in Moris Foun (Dili) wieder über Monate hinweg zu Zusammenstößen zwischen den beiden Gruppen gekommen war, erfolgte am 1. Dezember 2011 ein erneuter Friedensschluss zwischen PSHT und 7-7.
Die Einwohner Osttimors haben nach 24 Jahren Krieg noch Probleme, sich im Frieden zurechtzufinden und Konflikte auf eine friedliche Weise zu lösen. Zudem war auch die traditionelle timoresische Gesellschaft von ständigen Kämpfen zwischen den vielen kleinen Königreichen geprägt und auch gegen die portugiesischen Kolonialherren kam es mehrfach zu Aufständen. Einige Banden führen ihre Wurzeln bis in die portugiesische Kolonialzeit zurück, andere auf die indonesische Besatzungszeit, viele scheinen aber erst danach entstanden zu sein. Der Einfluss der Landesgeschichte zeigt sich auf unterschiedliche Weise in den unterschiedlichen Gruppierungen. Berufen sich einige auf die alten Traditionen Timors, sind andere ein Sammelbecken für die Veteranen des Widerstands gegen die Indonesier und verklären die gefallenen Volkshelden. In anderen Gruppen gibt es auch ehemalige Mitglieder der Wanras, die erst ihre eigene Rolle in dem neuen Staat finden müssen.

### Soziale Hintergründe

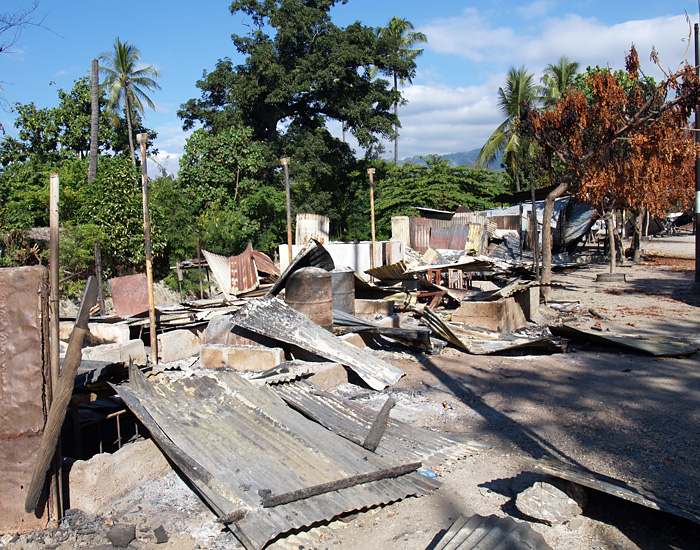
Zerstörungen in Dili durch die Unruhen 2006

Dili ist ein Schmelztiegel der verschiedenen Volksgruppen Osttimors. Aus dem ganzen Land kommen vor allem junge Männer nach Dili auf der Suche nach Arbeit. Daher ist der Männeranteil deutlich höher als der Frauenanteil. Im gesamten Distrikt Dili nahm die Bevölkerung zwischen 2001 und 2004 um 12,58 % zu. Fast 80.000 der Einwohner sind außerhalb Dilis geboren worden. Nur 54 % der Einwohner sind hier geboren worden. 7 % wurden in Baucau geboren, je 5 % in Viqueque und Bobonaro, 4 % in Ermera, der Rest in den anderen Distrikten oder im Ausland.
Durch die Vertreibungen der letzten Jahre sind ungeklärte Besitzansprüche auf Land, Häuser und Grundstücke Quelle ständiger Streitereien. Die kulturelle Vielfalt tut ein Übriges, wenn sich Paare bilden, bei denen der Mann aus einer Kultur entstammt, die patrilinear das Erbe weiterreicht, und die Frau aus einer matrilinearen Kultur. Der Streit ums Erbe ist dann vorprogrammiert. Auch ist Sozialneid ein weit verbreitetes Übel, in Indonesien bekannt als kecemburuan. Eigentum von jenen, die wirtschaftlich erfolgreich sind, wird zerstört, um sie wieder auf eine gleiche Ebene mit den anderen „zurückzuschneiden“. Dazu gibt es viel zivile Gewalt, wie Racheakte, Schlägereien wegen Frauen und auch Gewalt in den Familien. Gerade die geschlechtsspezifische Gewalt (gender-based violence) ist ein weit verbreitetes Problem, gegen die nationale und internationale Organisationen mit einer Kampagne gegen Gewalt gegen Frauen intensiv arbeiten.
Die Gründe, einer der Banden beizutreten, sind unterschiedlich. Vor allem die einfachen Bandenmitglieder treten aufgrund der hohen Arbeitslosigkeit (60 % der männlichen Teenager und 50 % der 20- bis 24-Jährigen) aus ökonomischen Gründen und dem erhofften sozialen Prestige und Kontakten bei. Gangführer gewinnen teilweise ein ähnliches Ansehen wie sonst Dorfchefs. Zudem bieten die Banden eine gewisse Sicherheit vor Gewalt anderer Banden und auch politische Gründe können eine Rolle spielen. Gerade für junge Männer ist die Zugehörigkeit zu einer Gruppe mit einer eigenen Identität attraktiv – ein großes Problem für das Land, da der Anteil der Bevölkerung mit einem Alter unter 15 Jahren 41,6 % beträgt. Die timoresische Gesellschaft muss erst noch ihren Weg zwischen Tradition und Moderne finden. Ähnliches kennt man von Banden aus Papua-Neuguinea. Zudem kam es seit Ende der 1970er Jahre dreimal zur Vertreibung großer Teile der Bevölkerung, zuletzt ein Zehntel der Bevölkerung im Jahre 2006, was gewachsene Gemeindestrukturen zerstörte und auch für viele ungeklärte Besitzansprüche auf Grundstücke zur Folge hatte. In den Flüchtlingscamps herrschte oft eine gewalttätige Atmosphäre. Den verschiedenen bestehenden Parteien gelang es nicht, diese Flüchtlinge einzubinden. Stattdessen bildeten sich hier eigene Gruppen.
Die Mitglieder der Banden sind meistens junge Männer, es gibt aber selbst in den Führungspositionen Frauen. Meistens sind sie aber eher Mitläufer oder dienen als willkommene Zuschauer, die die Männer bei den Kämpfen anfeuern. Einige Gruppen haben sogar Ableger im Ausland, so im indonesischen Westtimor oder in Übersee. Beispielsweise kam es im Oktober 2007 zu einer Auseinandersetzung zwischen timoresischen Studenten in Yogyakarta, die zu den verfeindeten Gruppen Kera Sakti (KS) und PSHT gehörten.
Verschiedene Gruppierungen lagen und liegen in Konflikt untereinander, aber auch mit den verschiedenen politischen Kräften im Lande. Neben politischen, wirtschaftlichen und territorialen Gründen lässt sich auch eine Front entlang der regionalen Trennung in Bewohner des Ost- (Loro Sae) und des Westteils (Loro Munu) Osttimors ausmachen, auch wenn das viele Banden bestreiten, weil sie sich oft als nationale, nicht regionale Organisationen ansehen. Letztlich ist es aber inzwischen schwer abzuschätzen, was eine grundsätzliche Ursache ist und was nur Auslöser der aktuellen Rivalität zwischen den Gruppen ist. So spielen auch persönliche Antipathien eine Rolle oder man ist mit der anderen Gruppe verfeindet, einfach weil es die „anderen“ sind. Die Konflikte zwischen den Banden eskalieren immer wieder in Straßenkämpfen, hauptsächlich im Westen der Landeshauptstadt Dili. Die Stadt ist ein Schmelzkessel, in dem Einwohner aus den verschiedenen Landesteilen in direkter Nachbarschaft zueinander leben. Nach dem Höhepunkt der Gewalt 2006 hat sich die Lage beruhigt, bleibt aber angespannt. Noch 2007 kam es regelmäßig zu Steinwürfen und Zusammenstößen, Verletzte und Tote waren immer wieder die Folge. Seit 2008 gibt es ein brüchiges Friedensabkommen zwischen zwei der größten Gruppen, das mit Hilfe der neuen Regierungskoalition AMP zustande kam. Aber auch in allen anderen Teilen des Landes kam und kommt es immer wieder zu Fällen von Bandengewalt, so wurden im August 2004 in Ainaro 50 Häuser niedergebrannt.

## Strukturen
Auch wenn einige Gruppen straff organisiert sind, so halten die Gruppierungen doch oft Familienbande, Beziehungen und Protektion zusammen. Im Zentrum steht zumeist nur eine einzelne Person, die sich die Loyalität ihrer Anhänger durch kleine Leistungen sichert. Immer wieder bestehen landesweit operierende Bewegungen aus Netzwerken von lokalen Gruppen.
Die Angaben zu Mitgliederzahlen sind sehr unsicher und schwanken. Eine Untersuchung von 2006 gibt die Gesamtzahl allein für die 15 bis 20 großen Martial-Arts-Gruppen mit 20.000 an, geschätzte weitere 90.000 sollen nicht registrierte Mitglieder sein. Das würde bedeuten, dass 70 % der jungen timoresischen Männer Kampfsport betreiben.

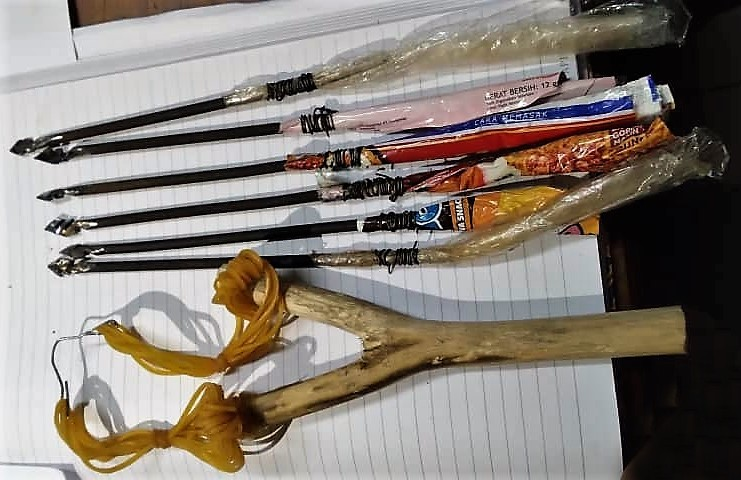
Rama ambon. Diese etwa 15 cm langen Pfeile werden mit Steinschleudern verschossen

Konflikte zwischen den Gruppen werden nicht nur mit körperlicher Gewalt, sondern auch mit Waffen ausgeführt. Industriell hergestellte Pistolen und Gewehre sind aufgrund eines ungeschriebenen Gesetzes der Banden verpönt, so dass die tödliche Gewalt nicht so weit ausartet wie im benachbarten Papua-Neuguinea. Allerdings kann man davon ausgehen, dass jene Gruppen, die als Sicherheitsdienst arbeiten oder Polizisten als Mitglieder haben, Zugang zu echten Schusswaffen haben. Es sind einfache, selbsthergestellte Waffen, wie einfache Schusswaffen (Rakitans), die Nägel, kleine Metallpfeile (Rama ambons) und auch echte Kugel verschießen, die immer mehr verbreitet sind. Daneben gibt es Stein- und Pfeilschleudern, Pfeil und Bogen, Messer, traditionelle Schwerter (Suriks) oder ganz einfach Steine. Die Pfeile werden mit Gift oder Batteriesäure präpariert. Meist werden sie auf relativ große Entfernung im hohen Bogen abgeschossen und finden sich daher in ganz Dili in Baumkronen oder Telefonmasten. Einfache Explosionskörper, wie Molotowcocktails, sind noch selten. In Zusammenhang mit Banden gab es 2007 mindestens 100 Todesopfer.
Schutzgelderpressung ist eine Haupteinnahmequelle für die meisten Gruppen und inzwischen eine Bedrohung für Geschäfte und Investitionen. Dies betrifft kleine Stände ebenso wie große Baufirmen und Supermärkte. Manche Geschäfte und Firmen haben inoffiziell Verträge über „Abgaben“ oder „Spenden“ mit Gruppierungen geschlossen, um Schutz vor Angriffen und Erpressung zu erhalten, was inzwischen weitgehend akzeptiert wird. Teilweise sind professionelle Sicherheitsdienste aus den Gruppierungen hervorgegangen. Meistens handelt es sich aber um durch kleine, lokale Gruppen erpresste Zahlungen. Diese kleinen Gruppen können aber durchaus mit größeren Organisationen zusammenarbeiten, so Verbrechensorganisationen aus Indonesien oder der Volksrepublik China. Während der Unruhen von 2006 boten sich einige Gruppen gegen Gebühr als Vermittler im Konflikt an, nachdem sie selbst die Probleme verursacht hatten. Einige Gruppen arbeiten für korrupte Politiker, Landbesitzer oder Verbrechensorganisationen als „mobs for hire“. Gerade 2006 gab es glaubwürdige Berichte von Bandenmitgliedern, die für Provokationen oder Angriffe bezahlt wurden. Illegales Glücksspiel wird mehr durch die organisierte Kriminalität betrieben, aber auch hier bieten Banden sich als Sicherheitsdienst an, ebenso bei Nachtclubs und Bordellen. Die Zunahme von Menschen- und Drogenhandel bietet weitere Möglichkeiten zur Finanzierung. Auslöser dafür ist die Präsenz internationaler Organisationen und Militärs. Dili ist in Zonen aufgeteilt, die die einzelnen Gruppen als ihre Reviere für ihre „Wirtschaftsaktivitäten“ betrachten. Vier Banden aus dem Westteil des Landes kontrollieren das Zentrum der Hauptstadt.

## Unterscheidung der unterschiedlichen Gruppierungen
Auch wenn man die Gruppierungen am besten mit dem Sammelbegriff Banden beschreiben kann, sind sie doch äußerst unterschiedlich in ihrem Hintergrund. Und auch die Bezeichnung als Jugendbande, die weit verbreitet ist, muss im timoresischen Sinne verstanden werden. So können die Mitglieder durchaus über 30 Jahre alt sein, die Führer über 35.
Es ist schwer und auch umstritten, die Gruppierungen in verschiedene Kategorien einzuordnen. Nicht nur, dass es fließende Übergänge bei den Erscheinungsformen gibt, viele sind Mitglied in mehreren Gruppen. Immer wieder verändern Gruppen ihr Auftreten, erfinden sich praktisch selbst neu. So werden aus ehemaligen Unabhängigkeitskämpfern plötzlich Protestbewegungen, politische Parteien oder kriminelle Vereinigungen. Noch immer fehlt es auch an tiefergehenden Untersuchungen.

### Martial-Art-Gruppen (MAG)

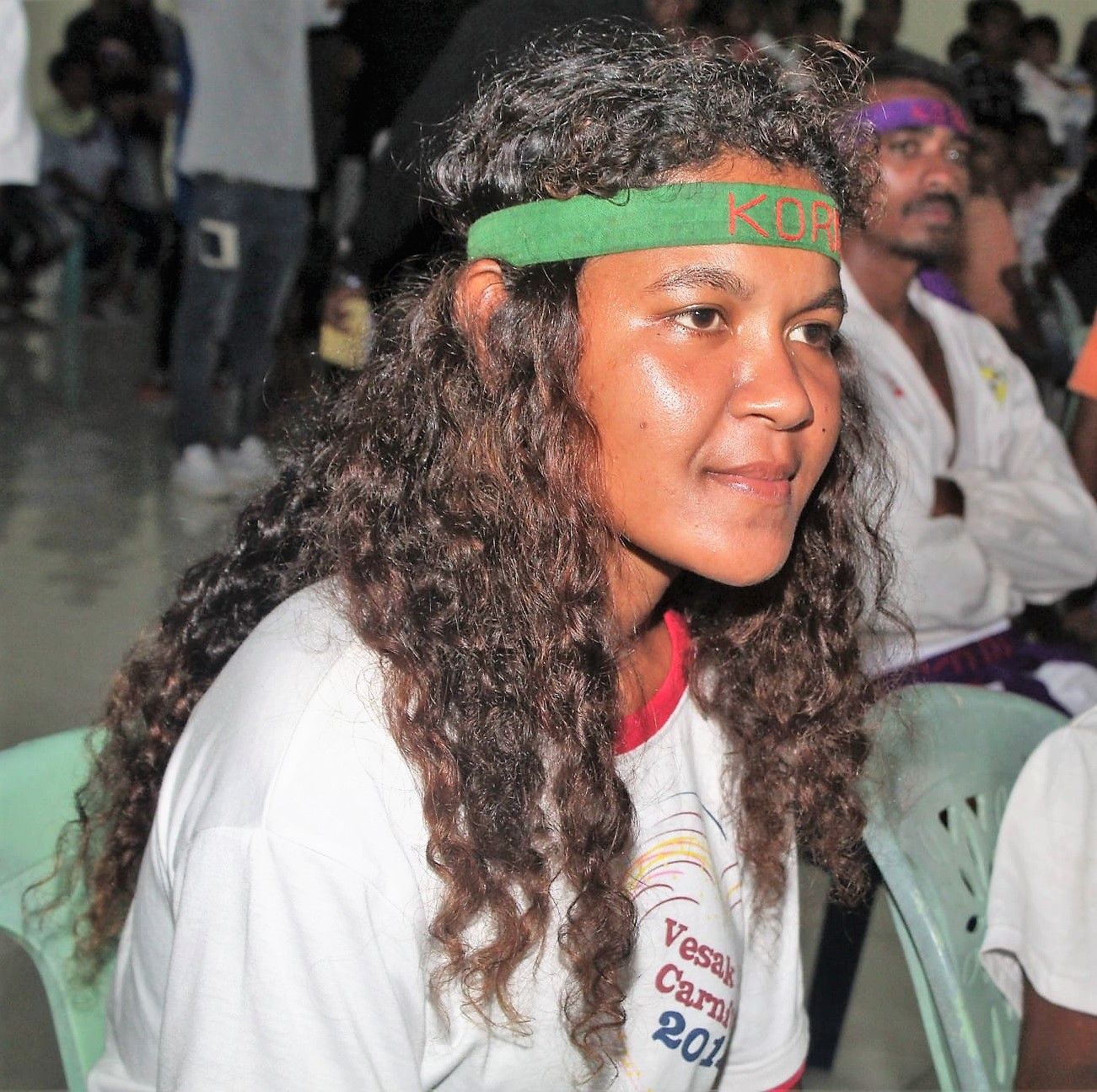
KORK-MItglied (2021)

Zentrales Element dieser Gruppen sind Kampfsportarten, wie Karate, Pencak Silat, Wushu, Aikido, Judo oder Taekwondo. Während einige Gruppen sich auf die Ausübung ihres Sports beschränken („White-suited MAGs“), betreiben einige Gruppen auch andere Aktivitäten, wie Straßenkampf oder Erpressung. Die größten MAGs sind der Persaudaraan Setia Hati Terate (PSHT, Bruderschaft des Heiligen Herzes der Lotusblume) Martial Arts Club, Kera Sakti (KS) und die Kung Fu Master. Daneben gibt es eine Vielzahl kleiner Gruppen, die teilweise nicht einmal einen Namen oder feste Mitgliederstrukturen haben. Kämpfe zwischen den einzelnen Gruppen um Territorien und Einfluss sind häufig. Viele Gruppen entstanden in den Jahren der indonesischen Besatzung Osttimors, in der die heutigen Mitglieder Kampfsport von indonesischen Lehrern lernten, oft von Armeeangehörigen. Dies bedeutet allerdings nicht immer, dass die MAGs aus den pro-indonesischen Milizen dieser Zeit entstanden. Oft waren die Verbindungen unpolitischer und persönlicher Natur und haben bis heute überdauert, was man gerade bei der PSHT deutlich erkennen kann.
Gerade bei MAGs sind verwandtschaftliche Beziehungen oft das Band, das die Gruppe zusammenhält. Innerhalb einer Aldeia (vergleichbar mit einem Dorf oder einem Stadtviertel) dominiert zumeist eine weitverzweigte Familie und es ist nicht ungewöhnlich, dass dieses Aldeia auch dem Revier einer MAG entspricht. So sind Konflikte zwischen MAGs zumeist eigentlich Konflikte zwischen Familien oder Dörfern, die ihre Jugend als Kämpfer mobilisiert. So kann der Streit über den Besitz eines Feldes aus den ländlichen Regionen des Landes auch auf die Verwandten in Dili überspringen und hier eskalieren. Die Parallelen zu den traditionellen kleinen Reichen Timors, die ihre Macht auf Familienbande und Blutsbündnisse aufbauten, fällt hier auf. Die MAGs übernehmen die Funktion einer familieneigenen Kampftruppe oder einer Bürgerwehr. Bündnisse gegen gemeinsame Feinde sind nicht unüblich. So schlossen sich 2007 in Dili mehrere Familien-MAGs zusammen und verdrängten so den PSHT aus ihrem Viertel Bairo Pite.

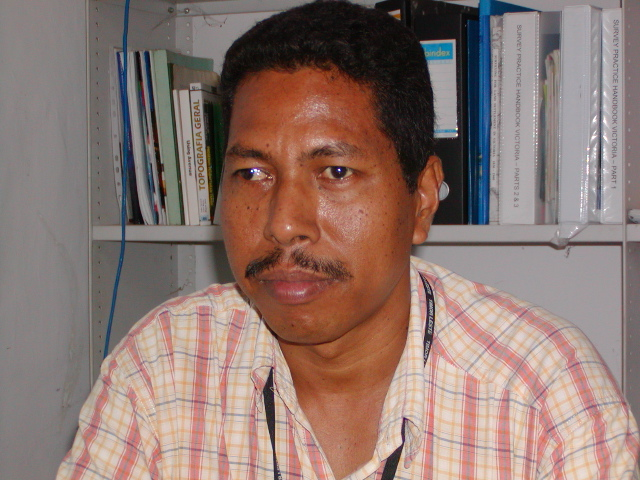
Jaime Xavier Lopes, der ehemalige Chef des PSHT

Der PSHT, auch bekannt als Nehek Metan (Schwarze Ameisen), ist die größte MAG und eine der kontroversesten Gruppen mit nach eigenen Angaben 6.000 Mitgliedern und 10.000 Schülern, die sich für ein vierjähriges Training verpflichtet haben. Seinen Ursprung hat sie in Indonesien, sieht sich aber als unabhängig von der indonesischen Gruppe. Der PSHT war in Kämpfe mit Korka, Kung Fu Master, Kera Sakti und Colimau 2000 verwickelt. Chef war 2007 Jaime Xavier Lopes. Von 2012 bis 2017 war er Staatssekretär für Grundstücke und Immobilien. Mit der 7-7 wurde am 27. August 2008 ein Friedensvertrag unterzeichnet.
Die Kung Fu Master geben ihre Größe mit 7700 Mitgliedern an. 30 % sollen Frauen sein, während bei anderen MAGs der Frauenanteil unter 5 % beträgt. Ihr Führer wurde im Juli 2006 bei einer Schießerei zwischen Polizei und Armee in Tibar getötet. Die KS hat 6700 Mitglieder.

### Ritual-Arts-Gruppen (RAG)
Die RAGs betonen im Gegensatz zu den MAGs die timoresische Herkunft ihrer Rituale, auch wenn viele dieser eher selbst erfunden erscheinen, statt wirklich eine alte Tradition zu haben. Sie bezeichnen sich oft als Kakalok (magische/mystische Gruppe) oder Isin Kanek (Wunde). RAGs scheinen vor allem für ehemalige Kämpfer der FALINTIL und anderer Widerstandsgruppen attraktiv zu sein, die nach der Entwaffnung perspektivlos zurückblieben, weswegen die Mitglieder meist älter als bei anderen Gruppen sind (zwischen 20 und 50 Jahren). Oft entstanden sie aus Geheimbünden, die gegen die indonesische Besatzung kämpften. Einige wie die 12-12 behaupten, dass es sie bereits zu portugiesischen Zeiten gab. Die RAGs sind insgesamt deutlich politischer ausgerichtet als die MAGs. So fordern sie eine „wirkliche Unabhängigkeit“, ähnlich der indonesischen Bewegung Permuda (Jugend), die zwischen 1945 und 1948 „100 % merdeka“ (Unabhängigkeit) forderte.

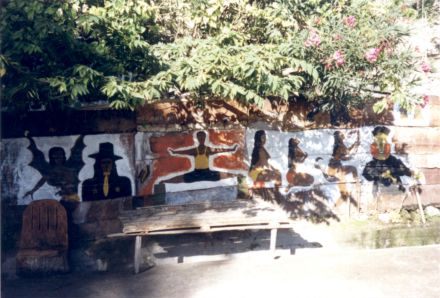
Animistische Wandmalereien in Baucau

Viele dieser RAGs haben sich in einer losen Vereinigung namens Rai Nain zusammengetan. Dieser Verband steht im Konflikt mit vielen MAGs, vor allem dem PSHT. Aber auch unter den RAGs kommt es immer wieder zu Kämpfen.
Die Korka (Kmanek Oan Rai Klaran, auch KORK) ist wahrscheinlich die größte RAG mit bis zu 10.000 Mitgliedern. Sie hat eine eigene Sprache und ein eigenes Alphabet entwickelt, indem sie „traditionelle“ timoresische mit „universellen“ Einflüssen aus anderen Sprachen vermischt hat. Den Mitgliedern wird die Sprache mit steigendem Rang nach und nach beigebracht. Weitere RAGs sind die 5-5 und die 9-9. Vorsitzender ist José dos Santos Naimori Bucar.
Die Mitglieder von 7-7 (Sete-Sete, Seven-Seven, Seven) glauben, sie hätten magische Kräfte, die sie unverwundbar machen. Sie sind auch als MAG aktiv. Die Gruppe hat wahrscheinlich enge Verbindungen zur Sagrada Família. Mit dem PSHT wurde am 27. August 2008 ein Friedensvertrag unterzeichnet.
Die einige hundert Mitglieder der Colimau 2000 sind hauptsächlich Bauern, ehemalige pro-indonesische Milizionäre und FALINTIL-Guerillakämpfer, zumeist Analphabeten. Sie war in Kämpfe mit dem PSHT verwickelt und erschien durch verschiedene Vorfälle auch mehrmals in der internationalen Berichterstattung. Die Colimau 2000 hat religiöse Tendenzen und enge Beziehungen mit der Partido Unidade Nacional PUN und Partido Democrática Republica de Timor PDRT.

### Gangs und Jugendgruppen
Als „Gangs“ werden viele unterschiedliche Gruppen in Osttimor bezeichnet, die aus Jugendlichen bestehen, die in der Nachbarschaft wohnen. Auch wenn die Namen der Gruppen, die von indonesischen Rockbands oder aus westlichen Filmen stammen, oft gewalttätig klingen, muss dem nicht so sein. Ein Mitglied der Bande OBOR (was ausgeschrieben und übersetzt so viel bedeutet wie „Provozier mich und ich zerschmettere Dich“) ist zum Beispiel Mitglied der internationalen Global Partnership for the Prevention of Armed Conflict (GPPAC). Mehrere Gruppen engagieren sich in ihrer Nachbarschaft sozial, indem sie zum Beispiel den Müll auf der Straße einsammeln oder Bedürftigen helfen. Einige Banden bestehen einfach aus jungen Leuten, die zusammen rumhängen, Alkohol trinken und Gitarre spielen und sich nur aus Prestigegründen „Gang“ nennen, andere sind eindeutig als kriminelle Bande zu bezeichnen. Die Grenzen zwischen legal und illegal sind dabei fließend, vor allem wenn die Gangs private „Sicherheitsdienste“ anbieten. Dies kann schnell von der nachbarschaftlichen Bürgerwehr in Schutzgelderpressungen ausarten. Die Anzahl der Mitglieder kann in die Hunderte gehen.
In Dili, wo Timoresen aus dem ganzen Land leben, haben sich Banden entlang der regionalen Spaltungslinie zwischen Ost und West gebildet. Westler (Kaladi) sind zum Beispiel die Mitglieder der Sintu Kulao und die Gaya Anak, während die Mitglieder von beispielsweise Commando, Lito Rambo und Lafaek Ostler (Firaku) sind. Jene Gruppen, die eher friedlich organisiert sind, haben meist Mitglieder aus beiden Landesteilen. Hier finden sich auch viele weibliche Mitglieder. Dazu gehören auch Jugendgruppen, die von der katholischen Kirche geführt werden.

### Veteranenorganisationen

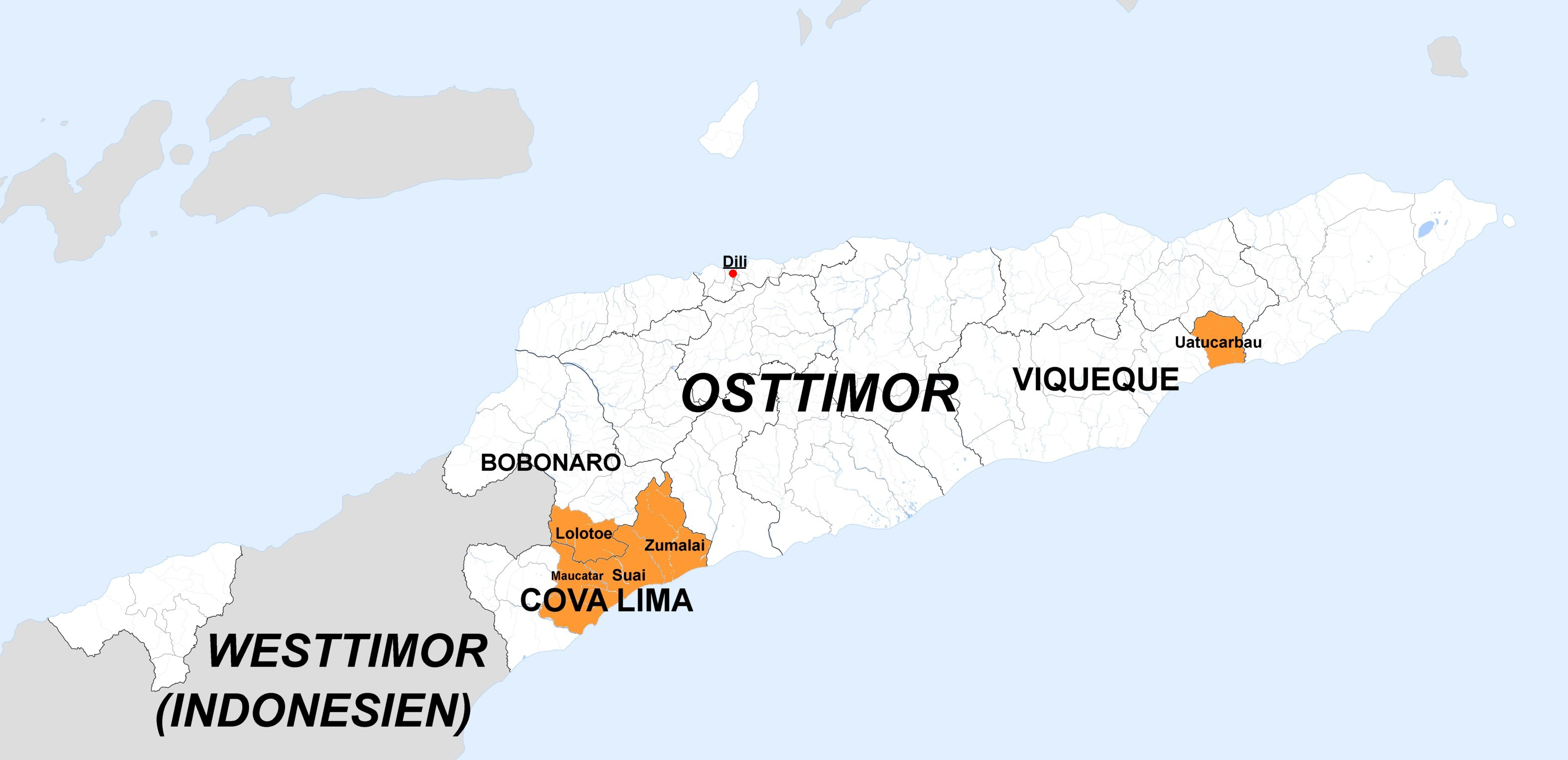
Gebiete in Osttimor mit Berichten von „Ninjas“ 2010 (orange)

Gerade nach dem Ende der indonesischen Besatzung fühlten sich viele Freiheitskämpfer mit ihren Problemen alleingelassen. Die Rückkehr ins zivile Leben wurde durch den allgemeinen Mangel an Arbeitsplätzen zusätzlich erschwert, so dass Veteranenorganisationen einen großen Zulauf hatten. Zu diesen Gruppen gehören die Sagrada Família (Heilige Familie), der Conselho Popular pela Defesa da República Democrática de Timor-Leste CPD-RDTL (Volksrat zur Verteidigung der Demokratischen Republik Timor-Leste) und die Forças FALINTIL SF75. Den Veteranenorganisationen werden enge Kontakte zu diversen MAGs und RAGs nachgesagt und eine Beteiligung an diversen Vorfällen zwischen 2002 und 2006, so den Unruhen von Dezember 2002. Im Frühjahr 2010 wurde der CPD-RDTL vorgeworfen, Mitglieder von ihnen und der Gruppe Bua Malus (zu Deutsch: Betelnuss) hätten als Ninjas verkleidet die Bevölkerung in Teilen der Distrikte Cova Lima und Distrikt Bobonaro terrorisiert. Folge war eine massive Polizeiaktion zur Auffindung der „Ninjas“.
Der Vorgänger des CPD-RDTL spaltete sich in den 1980ern vom Rest der Widerstandsbewegung ab. Der CPD-RDTL ist heute eine der am besten organisierten Banden mit etwa 6600 Mitgliedern. Seine Hochburgen sind in Dili und Baucau. Der CPD-RDTL besteht darauf, dass Osttimor nicht erst seit 2002, sondern bereits seit der ersten Erklärung der Unabhängigkeit 1975 durchgehend besteht. Damit sind die zeitweise UN-Verwaltung und die jetzige Verfassung und Regierung in seinen Augen illegitim. Portugiesisch als Amtssprache lehnt er ab. Die Wahlen zur verfassunggebenden Versammlung boykottierte der CPD-RDTL. Auch sieht er sich als den einzigen wahren Nachfolger der FRETILIN der Gründungszeit.
Die Sagrada Família hat quasi-religiöse Züge, was ihre Abgrenzung zu den RAGs schwer gestaltet. Ihr Anführer ist Cornelio Gama, ein ehemaliger Guerillakämpfer, der auch als L7 (L-Sete) bekannt ist. Die Gruppe hat ihre Basis in Laga im Distrikt Baucau und in Teilen von Lautém. L7 gibt seine Anhängerzahl mit 5000 an. Nach Gerüchten soll er auch einer der Anführer der 7-7 sein.
Die SF75 stammt aus Aileu und steht im Konflikt mit der Sagrada Família.

## Die Verknüpfung zwischen der Gesellschaft und den Banden

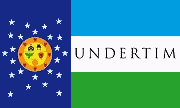
Flagge der UNDERTIM

Einige Gruppierungen versuchen sich in neuen politischen Parteien zu etablieren, beziehungsweise es werden ihnen Verbindungen zu bestimmten Parteien nachgesagt. Auch sollen Politiker angeblich Bandenmitglieder für Straftaten bezahlt haben. Parteieigene Milizen wie die Satgas (satuan tugas) in Indonesien gibt es hier allerdings nicht. Eher lassen sich einzelne Gruppen für Demonstrationen oder Proteste „mieten“. Die MAGs und Veteranenorganisationen sind weniger politisch-ideologisch festgelegt, sondern unterstützen Parteien über Mittelsmänner aufgrund von persönlichen, oft verwandtschaftlichen Beziehungen und überschneidenden Mitgliedschaften. Nicht ungewöhnlich ist eine allgemeine Regierungsfeindlichkeit ohne eine parteiliche Bindung.
Cornelio Gama, der Führer der Sagrada Família, ist auch Vorsitzender der Partei UNDERTIM, die Mitglied der Regierungskoalition AMP ist.
Der PSHT soll der Partido Democrático und Partido Social Democrata nahestehen, was vom PSHT aber bestritten wird. Der Korka werden Verbindungen zur FRETILIN nachgesagt. Sicher ist, dass Führer der Korka in Dili und anderen Orten auch Mitglied in der FRETILIN sind.
Einige Banden haben auch teilweise die Sicherheitskräfte des Landes unterwandert. So hat der PSHT Mitglieder in den Streitkräften des Landes. Führende Polizisten der PNTL sollen Mitglied in bestimmten Banden sein oder sie sogar kontrollieren. So war der Distriktschef der PNTL in Baucau Mitglied der KS, wo diese sich mit dem PSHT um die Kontrolle von Baucau streitet. Der PSHT kann wiederum auf einen lokalen Polizeikommandanten in einem Subdistrikt in ihren Reihen verweisen. Auch der ehemalige PNTL-Distriktkommandant von Dili Abilio Mesquito (auch Mausoko) wird verdächtigt Mitglied des PSHT zu sein. Für seinen Angriff auf den Chef der Streitkräfte Taur Matan Ruak während der Unruhen von 2006 wurde er zu einer Haftstrafe verurteilt.
Zudem engagieren sich einige Banden als private Sicherheitsdienste. So hat die größte private Sicherheitsfirma Maubere Security enge Beziehungen zum PSHT. Maubere Security arbeitet für viele internationale NGOs und auch für die UN-Mission.

## Rituale und Magie

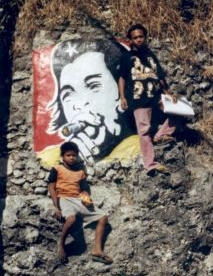
Bild von Che Guevara in Baucau

Der Glaube an Magie und Rituale spielt vor allem bei den potentiell gewalttätigen Gruppen eine große Rolle. Schon die Namen einiger Gruppen, wie 7-7 oder Sagrada Família, haben eine entsprechende Bedeutung. Die Mitglieder tragen Amulette (biro) und Beschwörungsformeln sollen zusätzlichen Schutz bei bevorstehenden Kämpfen bieten. Dabei werden traditionell-timoresische Rituale und Symbole mit katholischen und selbstentwickelten Vorstellungen kombiniert, vor allem bei RAGs und den Veteranenorganisationen, wie die Sagrada Família. So soll ihr Anführer L7 über starke magische Kräfte verfügen.
Die Mitglieder der RAGs mit Zahlen im Namen (5-5, 7-7, 9-9, 12-12) tragen eine Anzahl an Schmucknarben entsprechend dem Bandennamen an ihren Armen. Sie sollen durch ein „magisches Pulver“ erzeugt werden.
Seit der Unabhängigkeit von Osttimor haben Graffiti und Wandbilder deutlich zugenommen. Neben Symbolen zur Territorialmarkierung werden auch Che Guevara, Bob Marley und andere international bekannte Personen und Symbole abgebildet. Dazu kommen politische Slogans oder Beschimpfungen von anderen Gruppen. Seit 2006 kann man solche Graffiti selbst in den kleinsten Orten auf dem Land finden.

## Gegenmaßnahmen

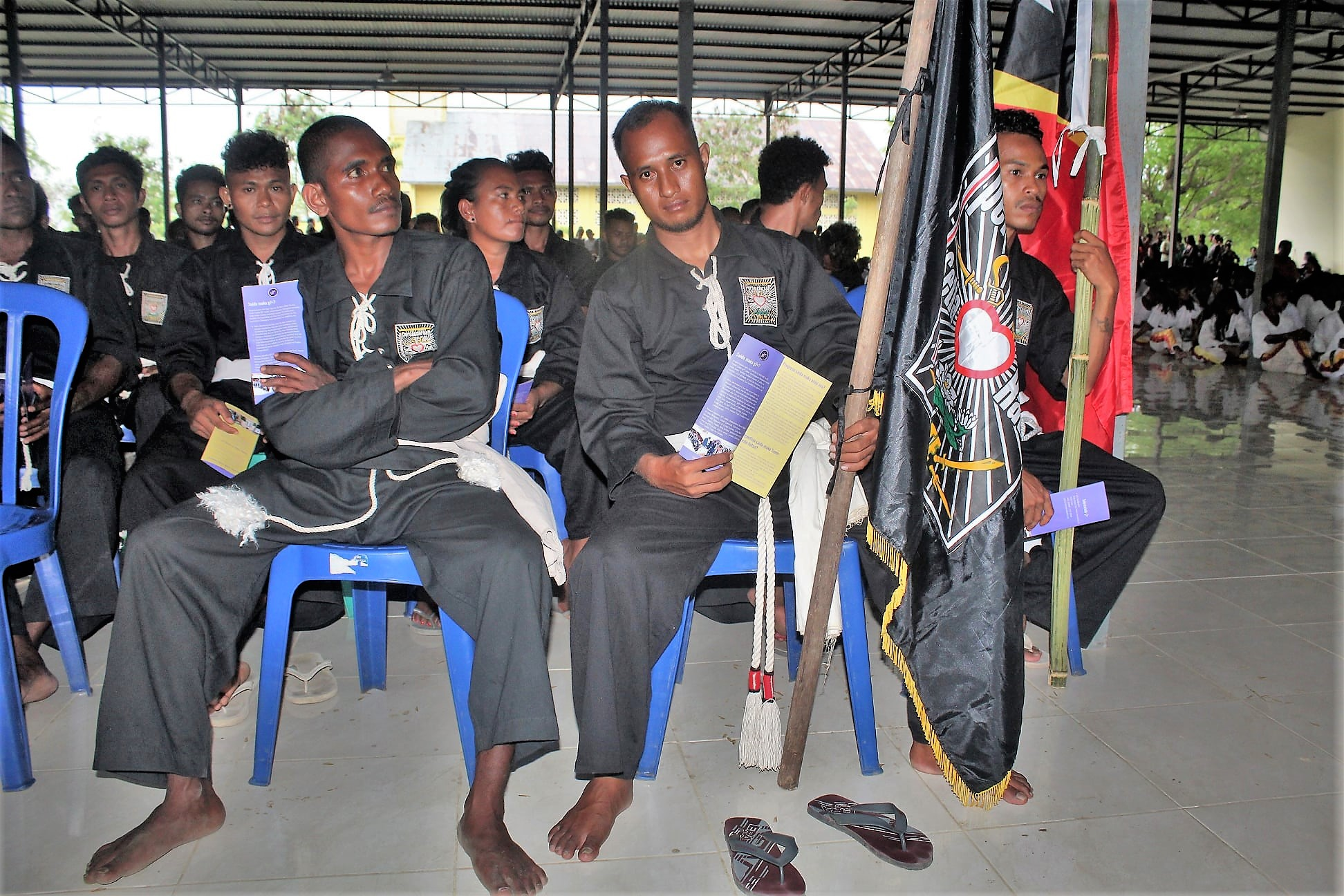
Mitglieder der PSHT bei einer regionalen Friedenskonferenz mit anderen Gruppen in Aidabaleten (2021)

Schon seit längerem wird versucht die Gewalt unter den Gruppen einzudämmen. So wurde unter der Schirmherrschaft des Staatspräsidenten und der Asia Foundation das Kommunikationsforum für Timor-Lestes Kampfsportgruppen (FORKAMTIL) gegründet, das am 27. Mai 2005 einen Verhaltenskodex verabschiedete.  Erfolge wurden bei der Vermittlung bei Konflikten zwischen den Banden erzielt. Am 27. Mai 2005 wurde von der Asia Foundation das Kommunikationsforum für Timor-Lestes Kampfsportgruppen (FORKAMTIL) geschaffen, dem 14 MAGs angehörten, darunter die beiden größten, PSHT und Korka. Es wurden verschiedene Workshops zu Konfliktlösung und Gruppenführung organisiert. Außerdem wurde ein Kodex verabredet. Allerdings konnten die Gruppen ihre unterschiedlichen Fraktionen nicht kontrollieren, weswegen das FORKAMTIL im Mai 2007 eingestellt wurde.
Das Büro des Präsidenten organisierte Ende 2006 zusammen mit den Führern der an den Unruhen beteiligten Gruppen eine Reihe von Friedensdemonstrationen zum 12. November, dem Jahrestag des Santa-Cruz-Massakers. Ziel war die Überwindung des Konflikts zwischen Ost- und Westteil des Landes in Erinnerung an die Opfer des Unabhängigkeitskampfes gegen Indonesien. Premierminister Ramos-Horta startete parallel dazu Vermittlungsgespräche im aufflackernden Konflikt zwischen PSHT und anderen MAGs. Zur Eindämmung der Kämpfe wurde ein „Quick-Response-Team“ geschaffen, das aus Mitgliedern aller Gruppen bestand. Dieses sollte aktiv werden, wenn Konflikte zwischen den Gruppen ausbrachen. Bis auf die Kämpfe zwischen PSHT und 7-7, die bis Ende 2007 anhielten, war dieses Team sehr erfolgreich. Das Ministerium für soziale Solidarität (MSS) schuf für jeden der fünf Subdistrikt Dilis ein Mediationsteam, die bei Ausbruch von Gewalt zum Einsatz kommen. Das Justizsystem soll gestärkt und eine Jugendpolizei eingeführt werden. Zudem arbeitet man daran, die Eigentumsstreitigkeiten um Landbesitz zu lösen und die Akzeptanz von angesiedelten und zurückkehrenden Flüchtlingen zu erhöhen. Die Sicherheitskräfte von ISF und UN-Polizei UNPOL haben nach den Unruhen von 2006 einigermaßen die Situation stabilisiert. Zur Bekämpfung der Bandengewalt wurden Schnelle Eingreiftruppen und an den Brennpunkten ständige Posten und regelmäßige Streifen an den „Hot Spots“ geschaffen.
Die UNMIT gründete im Januar 2007 eine Gang Task Force mit Mitgliedern der Menschenrechts- und politischen Abteilung der UNMIT und Vertretern von PNTL und ISF. Diese Task Force versuchte zunächst am 24. Januar ein Treffen zwischen den Bandenführern im Polizeihauptquartier zu organisieren. Als dies nicht gelang, wurde eine Razzia in Räumen der PSHT durchgeführt. Der Chef der PSHT und weitere 47 Mitglieder wurden infolge dieser Razzia verhaftet. Selbstgebaute Waffen, Material zur Brandstiftung, Polizeiuniformen und Funkgeräte wurden beschlagnahmt. Die Folgen waren zwiespältig. Andere Banden stießen in das Machtvakuum der PSHT nach und brannten Gebäude nieder, die PSHT-Mitgliedern und ihren Familien gehörten. Daraufhin brachen wieder Racheaktionen aus.
Ende 2007 wurde eine neue PNTL-Task Force geschaffen. Sie soll schnell bei Ausschreitungen eingesetzt werden. Dies scheint bei Straßenkämpfen und kommunalen Streitigkeiten erfolgreich zu sein, aber Stimmen kritisieren eine mangelnde Kommunikation mit ISF und UNPOL und die PNTL-Einheit gilt als gewalttätig.
Vier Nichtregierungsorganisationen aus dem In- und Ausland lud ab September 2006 je zwei Mitglieder der neun größten Gruppen zu einem Ein-Jahr-Friedensbildungskurs auf die Philippinen ein. Dort trafen die Timoresen auf Gruppen, die bei der dortigen Friedensbildung eine entscheidende Rolle gespielt haben, darunter inhaftierte Bandenmitglieder und Armeeoffiziere. Mitglieder von 7-7 waren zunächst nicht dabei, stießen aber zum Abschlusskurs dazu und schlossen daraufhin am 27. August 2008 mit dem PSHT einen Friedensvertrag. Viele weitere zivile Organisationen haben versucht im Konflikt zwischen den Banden zu vermitteln, haben aber Probleme, da die Abgrenzung von Bandenkonflikte und Konflikte zwischen Kommunen schwerfällt. Immerhin kann die Einbeziehung von Dorfchefs aus den Heimatregionen der Bandenmitglieder Wirkung zeigen, da sie noch heute einen großen Einfluss haben. So geschehen durch die UNPOL im November 2007 in Bairo Pite. Auch die deutsche GTZ hat zusammen mit der Europäischen Union den nationalen Dialogprozess zwischen den Gruppen unterstützt. In den verschiedenen Stadtteilen Dilis wurden Jugendzentren gegründet und man versucht die Jugendlichen mit sportlichen Betätigungen zu beschäftigen. Zudem engagieren sich verschiedene NGOs bei der Jugendarbeit und bieten unter anderem Computer- und Sprachkurse an.
Der chinesische Action-Schauspieler Jackie Chan besuchte in seiner Funktion als UNICEF-Botschafter Osttimor im Juni 2008, zeigte seinen neuen Film, führte mit 3500 Jugendlichen ein öffentliches Training durch und warb für eine friedliche Verwendung des Kampfsports.

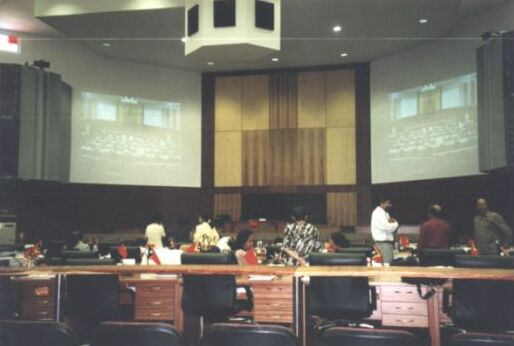
Nationalparlament von Osttimor in Dili

Als legislative Maßnahme zur Eindämmung der Bandengewalt verabschiedete das Nationalparlament Osttimors am 23. Juni 2008 das Gesetz 10/2008 über die Verwendung von Kampfsport (Martial Arts), das am 14. September in Kraft trat. Existierende Einrichtungen und Organisationen hatten eine Frist von 120 Tagen zur Umsetzung.
In der Präambel wird auf die gefährliche Natur von Kampfsporttechniken und die Verbindung zwischen der Ausübung von Kampfsport und der Zunahme von Kriminalität und Gewalt in Osttimor hingewiesen, die einhergeht mit dem Entstehen von Netzwerken, welche die Prinzipien der öffentlichen Ordnung und den Respekt vor den Rechten, der Freiheit und der Sicherheit der Bürger untergraben. Das Gesetz will der Notwendigkeit nachkommen, existierende „Martial-Arts“-Vereinigungen und Übungszentren zu reglementieren und sie von Aktionen „ohne einen angemessenen gesetzlichen Rahmen“ abzuschrecken.
Das Gesetz ermöglicht Strafmaßnahmen gegen Personen und Organisationen, die Kampfsport betreiben, lehren, erlernen oder jemanden dazu anstiften ohne eine entsprechende Genehmigung. Außerdem wurde eine „Martial-Arts-Regulierungskommission“ (Martial Arts Regulatory Commission MARC) eingerichtet. Die Anforderungen für offiziell zugelassene Kampfsportinstitutionen werden im Gesetz festgelegt, ebenso eine Ausnahme für Polizei und die Streitkräfte.
Als „Martial Arts“ werden dem Gesetz nach Techniken definiert, die aus traditionellen, einheimischen und kulturellen Praktiken bestehen, die durch Routine oder Trainingsmethoden erlernt werden und oft als Sport oder in Verbindung mit Gefechtsübungen ausgeübt werden. Ebenso gehören laut dem Gesetz dazu auch neu erfundene Körperbewegungen, die in solche Techniken eingeführt werden, so dass sie gefährlich werden. Als Zentren, Vereine und Schulen zur Ausübung von Kampfkünsten gelten Einrichtungen oder Personengruppen, deren deutlicher Wille ist, körperliche Betätigungen zu fördern oder zu organisieren, um Kampfsporttechniken zu erlernen oder zu üben aus sportlichen, Fitness-, spielerischen, sozialen Gründen oder zur Selbstverteidigung der Ausübenden. Den Kampfsportorganisationen ist die Integration oder Verbindung in irgendeiner Form mit politischen Parteien verboten.
Die Gründung solcher Einrichtungen und der Unterricht von Kampfsport ist nur zulässig nach Genehmigung durch die MARC. Zusätzlich müssen die Martial-Arts-Institutionen eine nicht kommerzielle, zivile Vereinigung gemäß dem Gesetz 5/2005 sein. Für die Genehmigung muss die Vereinigung ihre Ziele offenlegen und mindestens einen Verantwortlichen für alle 50 Mitglieder benennen. Der Verantwortliche muss einen Personalausweis, ein polizeiliches Führungszeugnis, ein ärztliches Attest über seine ausreichende physische und psychische Fitness für den Kampfsportunterricht und einen schriftlichen Nachweis über das nötige Wissen in der Kampfsportart vorlegen und mindestens 21 Jahre alt sein. Nur wer seine Fähigkeiten und seine moralische und staatsbürgerliche Reife nachweisen kann, kann eine Genehmigung durch die MARC erhalten. Personen, die wegen Straftaten gegen den Staat, die Öffentliche Ordnung oder das Leben, die Gesundheit oder die sexuelle Selbstbestimmung einzelner Personen verurteilt sind, keine Genehmigung erhalten können. Die Institutionen müssen ein Verzeichnis über ihre Mitglieder führen.

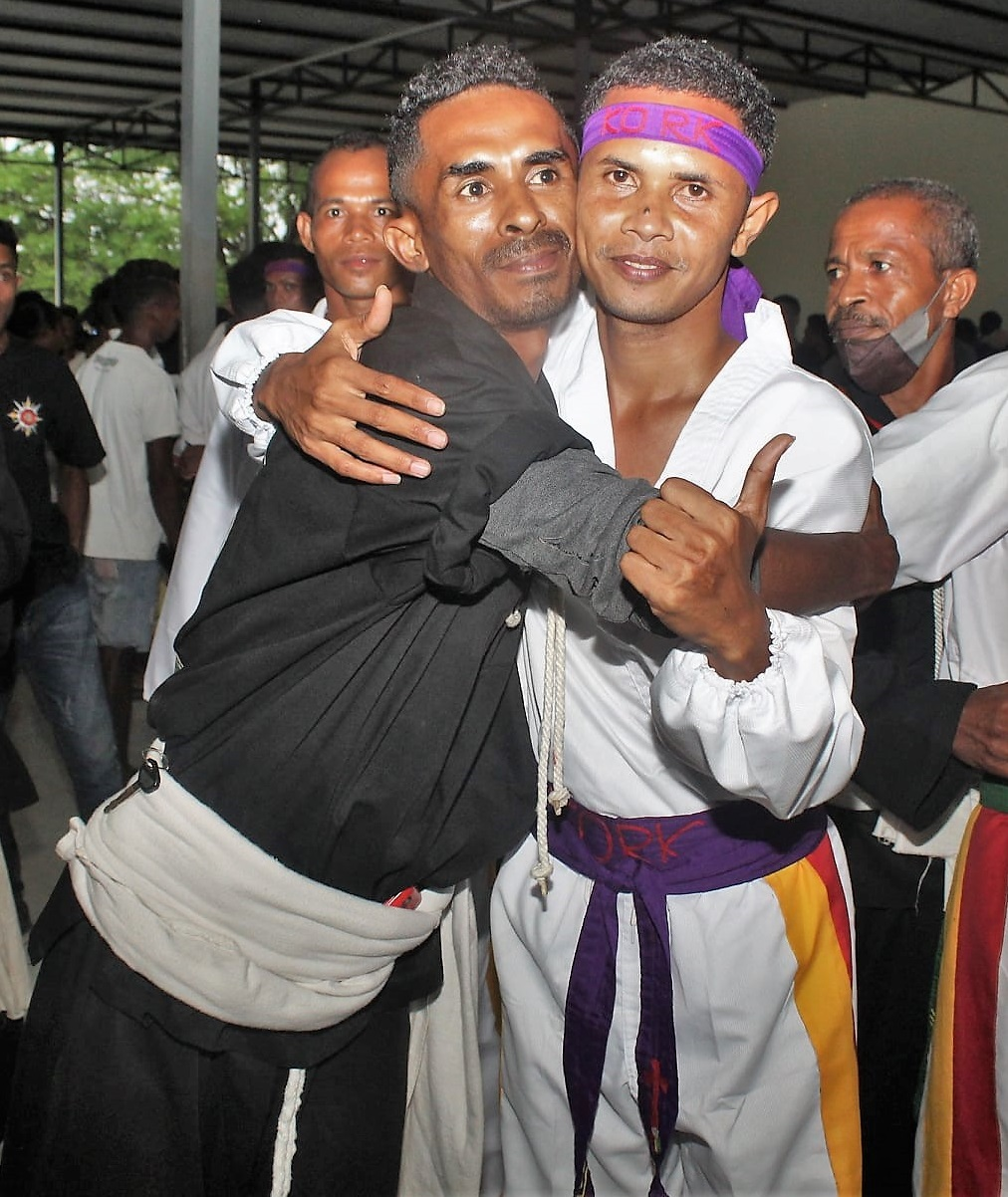
Friedensschluss zwischen PSHT und KORK in Aidabaleten (2021)

Die MARC ist eine Einrichtung des Ministeriums für Jugend und Sport. Vier Mitglieder und der Vorsitzende werden durch das Ministerium bestimmt, einer vom Justizministerium, einer vom Bildungsministerium und zwei von der MARC ausgewählten Kampfsporteinrichtungen. Untergeordnete Kommissionen können auf Ebene der einzelnen Distrikte gebildet werden und Kompetenzen an die Suco-Chefs abgetreten werden. Neben der Entscheidung über Vergabe und Aberkennung von Zulassungen für Institutionen und Personen, ist die MARC für Vorgaben über die Verbreitung, Ausbildung und das Training von Kampfkünsten verantwortlich. In Kooperation mit bestehenden Einrichtungen soll die MARC Programme für Kampfsportaktivitäten entwickeln und gegebenenfalls technische Unterstützung anbieten. Die Einrichtungen und ihre Aktivitäten werden von der MARC überwacht. Bei Verstößen kann sie über Strafmaßnahmen entscheiden. Die Ordnungsstrafen können aus Verwarnungen, Geldstrafen (bis zu 200 US-Dollar für Personen und bis zu 2000 US-Dollar für Organisationen), befristeten und unbefristeten Sperren für die Ausübung von Kampfsport bestehen. Die Ordnungsstrafen sind dabei unabhängig von möglichen juristischen Folgen bei Straftaten. Erschwerend wirken das Erlernen, die Ausbildung und das Ausüben von Kampfsport mit dem Vorsatz eine Straftat zu begehen. Die Strafe kann dann ein Drittel der im Strafgesetz vorgesehenen Strafe für das Verbrechen betragen. Missachtungen von Verwarnungen gelten als strafbarer Ungehorsam. Die MARC hat eine beratende Funktion für das Ministerium für Jugend und Sport, das auch die Entscheidungen der MARC vor Inkrafttreten bestätigen muss. Einsprüche werden mit dem Arbeitskreis für sportliche Ethik beraten.
Kritiker sehen in den weitreichenden Kompetenzen der MARC, vor allem betreffs der Möglichkeit Ordnungsstrafen zu verhängen, ein Überschreiten der verfassungsmäßigen Befugnisse für eine Verwaltungsbehörde.
Im August 2011 wurden zunächst die vier Kampfsportgruppen Kera Seakti (KS), Korka, Kempo und Perisai Diri durch das Justizministerium legalisiert, doch im Juli 2013 sah sich die Regierung aufgrund des wachsenden Einflusses der Banden genötigt, drei von ihnen zu verbieten: PSHT, Korka und Kera Sakti. Die Verfassungsmäßigkeit des Verbots ist umstritten, da die Gewalt zwischen den Banden immer einzelnen Mitgliedern zuzuschreiben sei und nicht der gesamten Gruppe. Da das Training und das tragen der Gruppenuniformen und Symbole nun verboten ist, arbeiten diese Gruppen nun verdeckt im Geheimen. Zeremonien werden teilweise in das indonesische Westtimor verlagert. Problematisch bleibt die weitverbreitete Mitgliedschaft von Angehörigen von Polizei und Armee. Wem die Loyalität im Konfliktsfall gilt, ist fragwürdig. Immerhin legten 993 Polizisten und Soldaten in einer offiziellen Zeremonie ihre MAG-Uniformen ab. Am 13. Januar 2015 schworen 288 Angehörige der Sicherheitskräfte am Regierungspalast ihren MAGs ab und bekannten sich öffentlich mit ihrer Loyalität zum Staat. Jedoch gelten die Schwüre gegenüber den MAGs als lebenslange Mitgliedschaft, aus der man nicht austreten kann.
Am 6. September 2022 gab die Regierung bekannt, dass sie Verteidigungskräfte und Polizei zu einer gemeinsamen Operation berechtigt hat, um einem Konflikt vorzubeugen. In der letzten Zeit war es wieder zu Zusammenstößen zwischen verschiedenen Kampfsportgruppen gekommen. Die Operation, die bis zum 13. September befristet ist, soll sich gegen Kriminalität und Gewalt wenden. Am 5. September waren Soldaten von Mitgliedern einer Kampfsportgruppe in Dilis Stadtteil Acadiru Hun verletzt worden.